# ファーギー・フレデリクセン
ファーギー・フレデリクセン（Fergie Frederiksen、本名：デニス・ハーディ・フレデリクセン (Dennis Hardy Frederiksen)、1951年5月15日 - 2014年1月18日）は、アメリカのミュージシャン（ボーカリスト、作曲家）である。TOTOの元メンバーとして知られている。

## 略歴

### 流転のボーカリスト
1951年、アメリカ合衆国ミシガン州グランドラピッズで、デンマーク系の家庭に生まれる。13歳の時に歌い始め、15歳になると地元のミュージシャン・グループであるコモン・ピープルなどをバックにクラブやパブでハイトーンを披露し、10代にしていろいろと学んだようである。中央ミシガン大学へは、体操選手特待生として進学、1年の時にミシガン州チャンピオンとなり、将来のオリンピック選手として期待された。しかしながら、体操ではなく音楽で生計を立てる道を選んだ。1975年に、友人であるMSファンクのリード・ボーカリスト、トミー・ショウがスティクス加入のため、フレデリクセンに代役を依頼、1976年のMSファンク解散まで同バンドに在籍した。シカゴのバンド、トリリオンがリード・ボーカリストを探しているという話を聞きつけて加入、1978年エピックより初のレコード・デビューとなるアルバム『氷牙』（原題はセルフ・タイトル）がリリースされた（「デニス・フレデリクセン」とクレジットされている。キーボードは後にプロデューサーとして名をはせるパトリック・レナード）。通学と音楽活動でミシガンとイリノイを往復するのが苦で同バンドを脱退する。なお、後任ボーカルにはシカゴ大学卒の数学者トム・グリフィンが加入、アルバム『クリアー・アプローチ (Clear Approach)』をリリースした。後年、ギタリストのFrank Barbalaceを中心にサード・アルバムを製作中との話もあった。
大学卒業後はセッション・ワークを主体として活動、映画音楽やコマーシャル・ジングルに作品を残す。ヴィレッジ・ピープルの映画『ミュージック・ミュージック』のサウンドトラックにおいてデヴィッド・ロンドン (David London)名義で、「サマンサ」と「サウンド・オブ・ザ・シティ」を歌い、同アルバムは豪州でチャート1位、英国で9位となる。次作『ルネッサンス』では、全曲に共同作曲者として彼のクレジットが付いている。また同時期に、シェールに「Rudy」という曲も提供した。フレデリクセン本人は、このような性癖を持ったグループと活動したことに対して多くを語りたくないとのこと。また、初のソロ・アルバム『David London』をスウェーデンのメトロノーム・レコードからリリース、同アルバムは流通量が少ないためかなり入手困難である。CMソングでは、クラフト・ゼネラル・フーズ社提供のCM歌を歌ったらしいが、本人が忘れてしまっていることもあり、商品名も判らず、インターネット上では確認できなかった。
フレデリクセンのソロ・アルバムは、エンジェルのキーボーディストのグレッグ・ジェフーリアの手に渡るところとなり、同バンドのリード・ボーカルとなる。ベーシストのリッキー・フィリップスと出会うことともなり、その後の共同プロジェクトの礎となる。エンジェル時代の公式盤は発売されなかったものの、後年にリリースされたレア音源集『Angel Rarities』にてフレデリクセンの歌声を聞くことができる。なお、そのうち数曲はホワイト・シスターのアルバムでカヴァーされている。
1982年頃にカンサスのリードボーカルのスティーヴ・ウォルシュが脱退。サミー・ヘイガーを含む200人が挑んだ後任選出オーディションでジョン・エレファンテと争ったが敗北する。しかし、同バンドのマネージャー、バッド・カー (Budd Carr)の目に留まることとなり後の道が開けた。ジム・ピートリック率いるサバイバーの新リード・ボーカルに収まりそうになったが、結局アルバム『アイ・オブ・ザ・タイガー』にてバック・ボーカルを担当しただけで終わってしまう。日本盤ライナーには「Background vocals:Fergie（姓表記なし）」と記載されているだけの扱いで印税収入もなかったが、ピートリック人脈は2000年代に入ってから活きて来ることになる。
1983年になると、ル・ルー（前身バンドLevee Bandにボビー・キンボールが所属）のリード・ボーカル・スポットに空きがあるとマネージャーのバッド・カーから聞きつけ加入、アルバム『ソー・ファイアード・アップ』をRCAレコードからリリースする（前ボーカル ポラードはバプテスト教会の牧師となる）。この当時のアナログ盤の表記では「Dennis Frederiksen」に戻っていて、カンサスの初期アルバムの録音で有名なルイジアナ州ボガルーサの「Studio In The Country」で製作された。フレデリクセンと女優キャリー・ハミルトンとの破局を描いた曲「キャリーズ・ゴーン」はチャートの79位であった。なお、ハミルトンは日米合作映画『TOKYO-POP』で主演している。その後、リッキー・フィリップスと再会し、ジャーニーで知られるキーボーディスト、ジョナサン・ケインとその妻テインを加えた「アバンドン・シェーム (Abandon Shame)」というバンドを結成。1984年に5曲を作り、フレデリクセンはそのうち1曲だけを歌った。その内訳は、ケヴィン・エルソン (Kevin Elson)がプロデュースした「You Can't Do That」「Burnin' in the Third Degree」「Photoplay」が、映画『ターミネーター』のサウンドトラックに収められ、ターニー・ケイン・アンド・トライアングルズ (Tahnee Cain and Trianglz)名義でクレジットされた。残る2曲、テインとフレデリクセンがそれぞれリード・ボーカルを歌う「Kicks」と「Over Night Sensation」は、1986年の映画『地獄の武装都市／復讐のターミネーター (Armed Response)』に登場した。
フィリップスがフレデリクセンのデモ・ビデオをTOTOのドラマーのジェフ・ポーカロに渡したところ、同バンドに興味を持たれ、ボビー・キンボールに代わるリード・ボーカリストを探すオーディションを受ける。ジェフ・ポーカロが強く強くフレデリクセンを推したこともあり、オーディションでエリック・マーティンを退け、リード・ボーカルの座を獲得し、TOTO5枚目のアルバム『アイソレーション』をコロムビアから発売する。シングル「ストレンジャー・イン・タウン」がヒットしたが、セールス的には前作を上回ることはできなかった。次作アルバム『ファーレンハイト』ではバック・ボーカル1曲のみ参加しただけで、さまざまな理由により同バンドを脱退する（スティーヴ・ルカサーとの対立が一因と言われている）。
1987年頃からは、ボストンのギタリストのバリー・グドローの新プロジェクト「RTZ (Return to Zero)」でデモ作成に入り、同バンドのボーカルに納まりそうになったが頓挫し、デモ音源だけが残っている。バンド名自体、ロンドンの曲「Destination Zero」から採ったとする説もある。1991年にはアルバム『Return to Zero』が発売されたが、ボーカルはすべてブラッド・デルプになっていた。
1988年ドイツに渡り、同国のヘヴィメタル・バンド、Karoのアルバム『Heavy Birthday』の5曲目「Ball Of Fire」にて攻撃的なバック・ボーカルを燃え上がらせた。この録音には、スウェーデンのトミー・デナンダーも参加しており、フレデリクセンにとっては後期活動における重要な仕事となった。
この後、「燃え尽き症候群」となってしまい、音楽業界に嫌気が差し引退、数年間レストラン・ビジネスに携わる。

### 安住の地
音楽に対する情熱が再度湧き上がり、旧友フィリップスとレコーディング作業に入る。1994年に復帰作『フレデリクセン/フィリップス』をリリース、アバンドン・シェーム時代の楽曲（「ベイビー・ブルー・アイズ」と「キャプチャード」）も日の目を見ることとなる。97年、ジョセフ・ウィリアムズのソロ・アルバム『3』にバック・ボーカルで参加。1999年には、ソロ・アルバム『イクィリブリアム』を発表した。1997年頃からは、元ステッペンウルフのニック・セント・ニコラス、マイケル・モナーク、元サンタナのアレックス・リガートウッド、元ジャーニーのエインズレー・ダンバーらとWorld Classic Rockersの一員として参加、ライブ録音盤を複数製作、フレデリクセンにとっては安住の地のひとつとなっていた。メンバーの入れ替えが時々あり、2010年頃元ボストンのフラン・コスモが固定メンバーとなっていた。コスモが歌う時はバック・ボーカルを務めていた。
2000年代に入ると、若い頃のような渡り鳥傾向は完全消滅、スタジオ録音作品はほとんどすべてトミー・デナンダー・ファミリーの人脈上で作成されている。レコーディングの安住の地である。デナンダーのプロジェクト、レディオ・アクティヴの3作品『セレモニー・オヴ・イノセンス』『YEAH』『テイクン』にリード・ボーカルを提供。2002年にはメッカのデビュー・アルバムに参加し、高い評価を受ける。2007年にはフレデリクセン・デナンダー名義でアルバム『バプティズム・バイ・ファイア』を発表。燃え尽きた男が完全復活を遂げる。他のデナンダー関連の作品では、フランスのギタリスト、フレデリック・スラマのプロジェクト「AOR」の作品『ナッシング・バット・ザ・ベスト』『Journey To L.A』にボーカルを提供する。ノルウェーのバンド「ノーザンライト」の同名アルバムや、イタリアのバンドマイランドのアルバム『ノー・マンズ・ランド』日本盤ボーナストラックで、1曲ずつ歌っている。
2012年6月には初代TOTOボーカリストのボビー・キンボール、元シカゴのビル・チャンプリン、元ジャーニーのスティーヴ・オージェリーと東京・大阪・名古屋で「Voice Of AOR」として来日し、アルバム『アイソレーション』からなどTOTOナンバー4曲を披露し、ビル・チャンプリンとのデュエットでシカゴの「忘れ得ぬ君に」を歌唱した。

### ノース・スター・ステート - 死去
フレデリクセンは、前妻の故郷、北欧系移民が多いミネソタ州ミネアポリス/セント・ポールツインシティーズ郊外ディープヘーブンに移住、同州にガッチリと根を下ろしていた。地元のローカル・バンド「ハートブレーカー」と一緒に州内でライブを散発的に行っていた。
2009年からは、地元のボクシングの英雄スコット・ルドックスの筋萎縮性側索硬化症・慈善コンサートを、元サバイバーのジミ・ジェイミソンやリガートウッドと「ハートブレーカー」をバックに開催していた。また、自身C型肝炎に感染していることを公表し、同疾病の啓蒙活動にも携わっていた。2010年6月に癌患者であることを公表した。2011年にソロ・アルバム『ハピネス・イズ・ザ・ロード』、2013年には『エニイ・ギヴン・モーメント』を発表。
2014年1月18日、同州マウンド市の自宅にて、肝臓癌により死去。

## ディスコグラフィ

### ソロ・アルバム
- David London (1981年) ※David London名義
- 『イクィリブリアム』 - Equilibrium (1999年)
- 『ハピネス・イズ・ザ・ロード』 - Happiness is the Road (2011年)
- 『エニイ・ギヴン・モーメント』 - Any Given Moment (2013年)

### 参加グループ・アルバム
- トリリオン: 『氷牙』 - Trillion  (1978年)
- ル・ルー: 『ソー・ファイアード・アップ』 - So Fired Up (1983年)
- TOTO: 『アイソレーション』 - Isolation (1984年)
- フレデリクセン/フィリップス: 『フレデリクセン/フィリップス』 - Frederiksen/Phillips (1995年)
- World Classic Rockers: World Classic Rockers Vol. 1 (2000年)
- メッカ: 『メッカ』 - Mecca (2002年)
- World Classic Rockers: World Classic Rockers Vol. 2 (2003年)
- フレデリクセン・デナンダー: 『バプティズム・バイ・ファイア』 - Baptism By Fire (2007年)